# Kléber Guerra Marques
Kléber Guerra Marques, detto Kléber (Buriti Alegre, 21 febbraio 1970), è un procuratore sportivo ed ex calciatore brasiliano, di ruolo portiere.

## Carriera

### Club
Cresciuto nel Goiás, con il quale ha conquistato sette titoli statali, con il suo arrivo all'Atlético Mineiro ha perso il posto da titolare in favore di Velloso con l'arrivo di quest'ultimo nel 1999; trasferitosi al Fluminense dopo un breve periodo al Botafogo, ha giocato più di cento partite di campionato, conquistando il Campionato Carioca nel 2005.
Nel 2006 si è trasferito al Coritiba con il quale ha chiuso la carriera l'anno seguente, intraprendendo l'attività di procuratore.

## Palmarès

### Club

#### Competizioni statali
- Campionato Goiano: 7

Goiás: 1989, 1990, 1991, 1994, 1996, 1997, 1998
- Campionato Mineiro: 2

Atlético Mineiro: 1999, 2000
- Campionato Carioca: 1

Fluminense: 2005